# WATER BOYS2
『WATER BOYS2』（ウォーターボーイズツー）は、2004年7月6日から9月21日にフジテレビ系で毎週火曜日21:00 - 21:54に放送されたテレビドラマ。ハイビジョン制作。主演は市原隼人。全12回。初回は10分拡大放送で、最終回は60分拡大の2時間スペシャルとして放送された。平均視聴率16.8%。
放送終了後、翌月4日の19:00 - 20:54に『あの感動がよみがえる!ウォーターボーイズ2完全密着130日!涙と友情の最終回スペシャル!!』が放送された。

## 概要
前年の2003年に放送されたテレビドラマ『WATER BOYS』の続編として製作され、2と銘打ってはいるが、前作との直接的な関わりはほとんどない。しかし隔世的な出演として、映画版『ウォーターボーイズ』に登場した金子貴俊演じるシンクロ部員・早乙女聖が世界史担当の臨時高校教師として再登場している。

## ストーリー
3年前まで女子校で、現在も9割以上が女子生徒である姫乃高校に、勉強も水泳もダメな元水泳部員の水嶋泳吉が転校してくる。その高校には男子の運動部がなく、山本洋介は泳吉と共に水泳部を作ろうとする。しかしタイムを競うだけの水泳ではなく、全員で盛り上がることが出来るシンクロを早乙女に勧められ、シンクロ部を設立する。
女子が権力を握り、シンクロ嫌いの大原夏子、男性の裸に免疫のない越野晴香の両先生がいる姫乃高校では男子部員集めや練習場所・公演場所の確保に苦労する。その他様々な問題に直面するも、それらから逃げずに自分たちの夢に向かって奮闘する。

## 登場人物・キャスト

### ウォーターボーイズ
水嶋 泳吉（みずしま えいきち）
演 - 市原隼人
男子シンクロ部部長。3年3組。東大合格者を多数輩出する名門進学校であり、水泳でも実績を残している東京都立青葉高校に在学していたが、水泳部では後輩からも亀だとバカにされるほど誰よりも遅い補欠の補欠で、勉強でも落第しそうになったりしたため、祖父の家の近くの姫乃高校に転校する。姫乃高校の生徒には勉強もスポーツも万能な凄い人間だと勘違いされるが、泳げない洋介の代わりに出場した第12回県知事杯高校水泳大会で化けの皮が剥がれてしまう。大会で不祥事を起こし、父親である泳太郎からアメリカへ来るよう説得され、一時は姫乃高校から去ろうとするが、思い留まってシンクロをすることを決意。シンクロ部の部長としても、1人の人間としても、逃げずに先頭に立って積極的に行動していくようになる。そこからは、父親に見放されたため、何とかして認められたいという姿勢が終始窺える。
山本 洋介（やまもと ようすけ）
演 - 中尾明慶
男子シンクロ部副部長。3年3組。パン屋の息子で、高校卒業後はパン屋を継ぐため、高校時代の思い出として何かを残したいという気持ちがあり、泳吉が転校してくる前から野球部やサッカー部、バレー部などの男子運動部の設立に取り組んでいた。泳吉らと共にシンクロ部で活動するも、全校発表会の直前でケガをしてしまう。周りからはヨワ介と呼ばれることもあるが、夏休み明けの校内模試では20位という結果を残している。実家のパン屋は火の車で、その上母親も過労で倒れたことにより、学園祭公演を前にシンクロ部退部、姫乃高校退学を申し出る。しかし、母親の「友達を大事にしなさい」という説得により高校を続けることを決意。栞に恋しているが、泳吉との関係を羨んで見ているだけで終わってしまう。泳吉の正体を知った後も、泳吉に対する救世主という眼差しは最後まで変わらなかった。将来の夢は修業を積んで、母親と一緒に新たな山本ベーカリーを作ること。
川崎 仙一（かわさき せんいち）
演 - 斉藤慶太
泳吉、洋介のクラスメートで吹奏楽部の元幽霊部員。3年3組。あまりにいい加減な性格から狼少年と呼ばれ、泳吉が転校してくるまでは洋介しか相手をする人間がおらず、その洋介からも信用されていなかった。設立されたシンクロ部でも、BGMの生演奏をコンクールが間近に迫った吹奏楽部に要求しに行きティンパニを壊すという事件を起こし、シンクロ部を辞めて責任逃れをしようとする。しかし、最終的にはティンパニを探そうと努力し、吹奏楽部に謝罪した。そして吹奏楽部の幽霊部員を卒業して、シンクロ部を続けることになる。後に入部する佐野とは梢を巡っての恋敵であり、そのことから加代のウェアやスパイクの入ったバッグを紛失する間接的原因を作ってしまう。気分屋な面は変わっていないが、泳吉に出会って自分を変えていこうとしている。
岩田 巌男（いわた いわお）
演 - 小池徹平
生徒会の書記。2年2組。学校一女らしい男である。周りからはガンちゃんと呼ばれている。生徒会長の加代に恋心を抱き、何でも言うことを聞いていたが、シンクロ部にラブレターのことを知られてしまい告白しようとするも、「引っ張ってくれる人がタイプで、ガンちゃんは妹みたいな存在」と加代が話しているのを聞いてしまい告白を諦める。それでも泳吉に促され気持ちを加代に伝えた。加代に振られてからは生徒会と陸上部のマネージャーを辞めてシンクロ部に入部。言うことを聞いているだけの自分から脱却し、男らしくなろうとしている。シンクロ部が姫乃高校で公演を行うため、さらに姫乃高校を男女平等の学校にするために生徒会長に立候補するも、鬼怒川照江に敗れるが、この行動が公演を行えるきっかけとなる。将来の夢は漫画家で、自分の体験に基づいた『飛び出せ会長!』という漫画を描いており、シンクロ部をテーマにした話も書くと泳吉に対するビデオレターの中で述べている。
佐野 秀樹（さの ひでき）
演 - 木村了
1年1組。スーパーサンオーの社長の息子であり金持ちのため取り巻きが多く、ちゃっきりガールズというバンドを組んでいる。スッポン恐怖症で、そのことにより洋介にケガを負わせてしまう。責任を果たす男と自負しており、全校発表会までの一時的な入部をするが、シンクロをただのお遊びとして真剣に取り組んでいなかった。その発表会も亀吉の連れてきたアカミミガメの「あけみ」をスッポンだと思い、大惨事の呼び水となってしまう。その後、大手スーパーのマルヨーが姫乃地区にショッピングモールを建設する計画を発表し、スーパーサンオーのショッピングモール化計画が頓挫。取り巻きに愛想を尽かされてしまう。一旦はシンクロ部から離れるも泳吉たちが本気であったことに気付き、正式にシンクロ部に入部。将来の夢はスーパーサンオーを全国区に広め、県知事選に出て、地元の発展に貢献することである。
その他のウォーターボーイズ（シンクロ参加者）
- 安部 鯛造（演：阿部亮平）（3年3組、魚屋三兄弟長男）
- 安部 平政（演：山根和馬）（2年2組、魚屋三兄弟次男）
- 安部 勘八（演：篠原孝文）（1年1組、魚屋三兄弟三男）
- 坂上（演：阪田智靖）（3年3組、ガリ勉）
- 内村（演：内田祐介）（3年3組、ガリ勉）
- 浜口（演：出口哲也）（2年2組、お調子者）
- 谷坂（演：横谷豪紀）（2年2組、ゲームおたく）
- 市村（演：市川欣希）（2年2組、ゲームおたく）
- 竹井（演：善りょう）（2年2組、ゲームおたく）
- 長太郎（演：長町太郎）（2年3組、自称アームレスリング部）
- 尾崎（演：登尾翼）（2年3組、自称アームレスリング部）
- 末永（演：永井祐大）（2年3組、自称アームレスリング部）
- 上柳（演：柳下洋輔）（2年3組、サッカー好き）
- 西條（演：斎藤誠）（2年3組、サッカー好き）

- 加藤（演：佐藤ただすけ）（1年1組、佐野の取り巻き、占いが好き）
- 沼田（演：藤沼豊）（1年1組、佐野の取り巻き、格言や四字熟語が好き）
- 横山（演：横上拓哉）（1年2組、反佐野派、バスケットボール部）
- 田辺（演：渡辺航）（1年2組、反佐野派、バスケットボール部）
- 小森（演：小林大祐）（1年2組、反佐野派、バスケットボール好き）
- 渋川（演：渋谷謙人）（1年2組、反佐野派、元姫高カラオケ6人衆）
- 橋野（演：橋本淳）（1年1組、チェス愛好会）
- 川上（演：田上尚樹）（1年1組、チェス愛好会）
- 新沼（演：高橋良輔）（1年3組、姫高カラオケ5人衆）
- 鳥羽（演：滝口幸広）（1年3組、姫高カラオケ5人衆）
- 五木（演：久野秀隆）（1年3組、姫高カラオケ5人衆）
- 北島（演：久光邦彦）（1年3組、姫高カラオケ5人衆）
- 氷川（演：松澤傑）（1年3組、姫高カラオケ5人衆）

### 女子生徒
- 矢沢 栞（やざわ しおり）

演 - 石原さとみ
本作品のヒロイン。3年3組。吹奏楽部部長でクラリネットを担当。以前から姫乃を抜け出して東京で音楽をやっていくという夢を持っていた。しかし音楽に興味を持つ契機となった女性演奏者に才能が無いと言われ、その夢を諦めて吹奏楽部も退部する。それでも泳吉の置き手紙によって退部を撤回し、全国吹奏楽コンクールまで音楽を精一杯楽しんで、地元の国立大学に進学すると決める。しかし、父親の明に自分の行きたい道に行くことを勧められ、コンクールで入賞すれば音大進学を認めてもらうことにした。落石事故によりコンクールには出場できなかったものの、両親と泳吉によって音大に進む決心をする。
- 北川 梢（きたがわ こずえ）

演 - 鈴木えみ
栞の親友。3年3組。吹奏楽部でティンパニを担当。泳吉に好意を寄せており、シンクロ部に対して差し入れ、公演場所の斡旋などのあらゆる協力を行った。泳吉に亀のキーホルダーをお守りとして渡すも、泳吉の気持ちが自分に向いていないことを悟る。そして学園祭公演の前にキーホルダーを返してもらい、涙ながらにそれを捨てた。
- 大場 加代（おおば かよ）

演 - 浅見れいな
生徒会長兼陸上部キャプテン。3年3組。陸上部では100メートルハードルの選手。一部の男子生徒からバカ代と呼ばれている。成績は学年一で何事にも妥協せず、男勝りな性格から学校一男らしい女とも呼ばれ、男子全員に恐れられている。一貫してシンクロ部の活動を認めようとしなかったものの、学園祭公演では女子生徒を集めプールの清掃活動、ラジオを使っての宣伝活動を行い、シンクロ部のサポートをした。
- 鬼怒川 照江（きぬがわ てるえ）

演 - 仲程仁美
生徒会役員で加代の後任の生徒会長。2年2組。ガンちゃんが生徒会を辞めてからは陸上部マネージャーも務めた。
- 歌江（うたえ）

演 - 朝倉えりか
生徒会役員。2年2組。照江と同じく陸上部マネージャーも務めた。全校発表会で良い席を確保しようとしたり、手拍子をしたりするなど、生徒会3人の中ではシンクロ部に対し若干の理解が見られる。

### 姫乃高校教師
- 早乙女 聖（さおとめ ひじり）

演 - 金子貴俊
映画版に登場した元シンクロ部員で、今作では世界史担当の臨時教師兼男子シンクロ部顧問。生徒からは乙女先生と呼ばれている。男女共学への移行の際に閉鎖された姫乃高校のプールを見ては気落ちしていたが、洋介が水泳部を設立したいと言い、顧問に立候補した。臨時教師という立場ながらもシンクロ部のために尽力し、不祥事の責任を一手に引き受けるという生徒思いの教師で、その姿勢が認められ、1度は蹴った県立緑ヶ丘高校の本採用を再度要請された。そしてシンクロ部の学園祭公演を最後に姫乃高校を退職することになった。
- 大原 夏子（おおはら なつこ）

演 - 山口紗弥加
3年3組担任。英語担当の教師兼陸上部顧問。かつてはシンクロの選手で全日本選手権チーム部門第3位の実力者だったが、先輩である芦川のドーピングが発覚してからは、彼女にドーピングをさせたであろう粕谷を嫌っており、シンクロ部の活動にも反対していた。それが思い違いであることを知ると、粕谷と和解し、早乙女からシンクロ部の顧問を引き継ぐことを決めた。
- 越野 晴香（こしの はるか）

演 - 井上和香
古文担当の教師兼吹奏楽部顧問。風紀を乱すとしてシンクロ部の活動を断固として認めなかったが、全国吹奏楽コンクールでの男子生徒の助力により、その考えを改める。男性の裸を見ると気絶することもあったが、シンクロ部の学園祭公演直前に粕谷と出会い頭に衝突し、その殻を破った。
- 樫山 礼子（かしやま れいこ）

演 - キムラ緑子
姫乃高校の校長。男女の相互理解のため、姫乃高校の男女共学に踏み切った。シンクロ部に対しては比較的寛容であり、活動やプールの使用を許可することもあった。

### 家族
- 水嶋 泳太郎（みずしま えいたろう）

演 - 矢島健一
泳吉の父親。13年前に妻を亡くし、男手一つで泳吉を育ててきた。非常に厳格である。組織の中で自分を殺して働くより自分のやりたいことをやるという強い人間で、ニューヨークで事業を展開している。泳吉には自分の事業を継いでもらいたいと考えている。
- 佐野 正樹（さの まさき）

演 - 金田明夫
佐野の父親。顧客を第一に考え、息子たちの活動を遊びとしか考えていなかったが、祭りではその息子に助けられる。
- 山本 千代（やまもと ちよ）

演 - 阿知波悟美
洋介の母親。夫の形見であるパン屋を経営するものの倒産寸前であったため、そのパン屋を売って隣町のパン工場で働く。
- 水嶋 亀吉（みずしま かめきち）

演 - 今福將雄
泳吉の祖父で泳太郎の父親。矢沢一家からは亀爺と呼ばれている。
- 矢沢 薫（やざわ かおる）

演 - 森下愛子
栞の母親。シンクロ部からは美人のお母さんと呼ばれ、たびたび食事を振る舞った。
- 矢沢 明（やざわ あきら）

演 - 小日向文世
栞の父親。姫乃駅の駅員。親友である泳太郎の家の店子。大手の商社の内定を蹴ってまで鉄道会社に勤めたいという夢を叶えた。泳太郎からは泳吉をアメリカに連れて来るよう説得されているが、自分の決めたことには関与しないというスタンスであり、その事に関しては口出しをしなかった。しかし、栞の音楽の道に進みたいという思いには否定的であった。それでも泳吉たちと関わっている内に、自分がやりたいことをやることの大切さを思い出す。そして栞にクラリネットをプレゼントし、音大進学を後押しした。

### その他
- 粕谷 耕造（かすや こうぞう）

演 - 佐野史郎
男子シンクロ部コーチ兼喫茶店「琴八」のマスター。100m平泳ぎ元日本記録保持者で、シンクロコーチに転身してからは芦川や夏子らを指導した。その当時は勝利至上主義で、それは芦川が自分でドーピングをするほど追い込んでしまうものであった。その件を自己責任と感じ、全ての罪を背負ってシンクロ界から去った。シンクロ部に対しては、初めは水族館館長から借金をするための労働力としてしか見ていなかったが、徐々に彼らの純粋さ・ひたむきさに触れ、「勝つこと」以外の大切なものを思い出す。
- 芦川 貴和子（あしかわ きわこ）

演 - 原沙知絵
元全日本シンクロ選手で現在は日本水泳審議会に所属するシンクロコーチ。選手時代に自らドーピングをしてしまう。
- 達矢（たつや）

演 - 角田拓也（ザ・たっち）
- 和矢（かずや）

演 - 角田和也（ザ・たっち）
上記2名は、喫茶店「琴八」でアルバイトとして働く兄弟。一挙手一投足が同じで、働きは2人で1人分。後に粕谷からマスターを任せられる。
- 緑ヶ丘高校理事長

演 - 鶴田忍
- 緑ヶ丘高校生徒会長

演 - 鈴木康太
- 城山高校生徒会長

演 - 鳥居紀彦
- 城山高校生徒会副会長

演 - 三浦圭祐
- 奈美（なみ）

演 - 広澤草
アシカ調教師。
- 水族館館長

演 - 大高洋夫
粕谷の後輩。水族館にアシカショーを作った。
- 日本水泳審議会役員

演 - 須永慶
粕谷のシンクロ部に対する指導を容認せず、高校にも公演場所を提供しないように通達していた。
- ラジオDJ

演 - 福山雅治（声の出演、最終話、ノンクレジット）

## 主題歌
- 福山雅治「虹 〜もうひとつの夏〜」（ユニバーサルミュージック）

## スタッフ
- 原作 - 矢口史靖
- 脚本 - 橋本裕志、中谷まゆみ（6・9・11話）
- 企画 - 金井卓也（フジテレビ編成部）、関口大輔（当時フジテレビ映画制作部プロデューサー）
- プロデューサー - 船津浩一、柳川由起子
- 演出 - 佐藤祐市、髙橋伸之（3・4・7・9・11話）、吉田使憲（6話）
- 音楽 - 佐藤直紀
- スタントコーディネート - 釼持誠
- シンクロ水泳指導 - 不破央、安部篤史
- ダンス振付 - 稲田晴美
- スケジュール - 吉田使憲
- 広報 - 清野真紀

## サブタイトル
| 放送回                                          | 放送日        | サブタイトル                  | 視聴率 |
| ----------------------------------------------- | ------------- | ----------------------------- | ------ |
| 第1話                                           | 2004年7月6日  | 救世主がやってきた!?          | 20.6%  |
| 第2話                                           | 2004年7月13日 | ウソつきの仲間                | 17.9%  |
| 第3話                                           | 2004年7月20日 | 伝えたいキモチ                | 17.8%  |
| 第4話                                           | 2004年7月27日 | 新たな決意                    | 14.1%  |
| 第5話                                           | 2004年8月3日  | 自分で決めた事                | 11.8%  |
| 第6話                                           | 2004年8月10日 | あきらめない                  | 14.4%  |
| 第7話                                           | 2004年8月17日 | 先生のための嘘                | 14.8%  |
| 第8話                                           | 2004年8月24日 | それぞれの夢                  | 16.4%  |
| 第9話                                           | 2004年8月31日 | 大事なのは、今                | 12.7%  |
| 第10話                                          | 2004年9月7日  | 退部届                        | 15.6%  |
| 第11話                                          | 2004年9月14日 | 32人の救世主                  | 15.4%  |
| 最終話                                          | 2004年9月21日 | 忘れられない夏 〜旅立ちの時〜 | 22.8%  |
| 平均視聴率16.8%（ビデオリサーチ調べ・関東地区） |               |                               |        |

## シンクロで使用された曲
- バンビーナ（布袋寅泰）
- Sugar Baby Love（ルベッツ）
- The Reflex（デュラン・デュラン）
- Love in the First Degree（バナナラマ）
- Mickey（B*Witched）
- ラムのラブソング（松谷祐子）
- ウィリアム・テル序曲（ロッシーニ）
- 伊勢佐木町ブルース（青江三奈） - 第5話のシンクロ大会で使用。
- We're Not Gonna Take It（Twisted Sister）

## 主なロケ地
- 静岡県

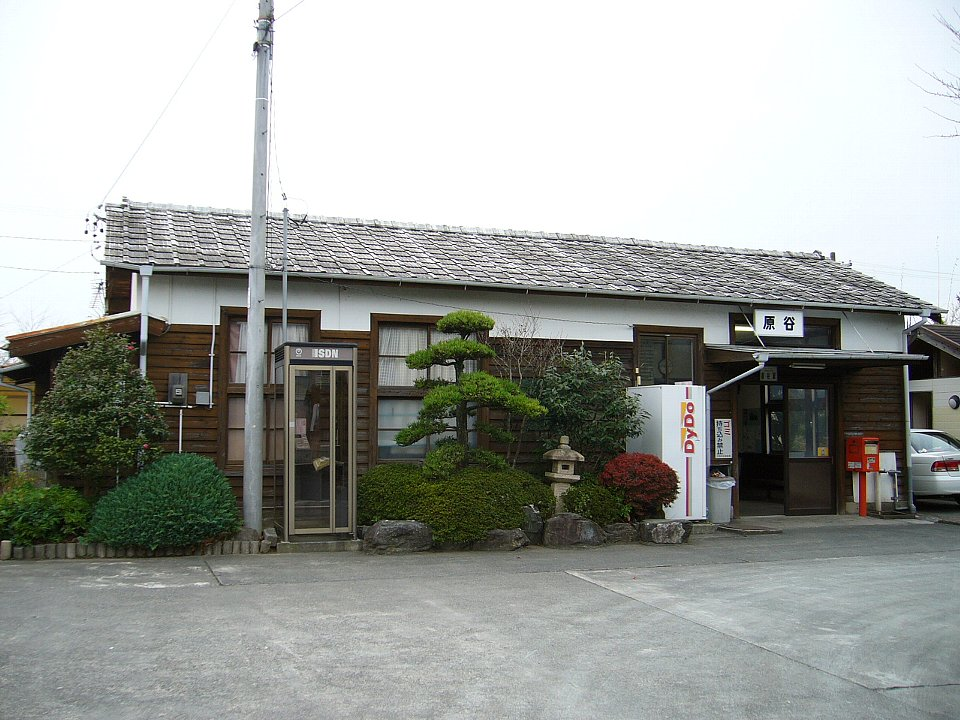
姫乃駅のモデルとなった原谷駅

  - 磐田市（旧福田町・竜洋町・豊田町・豊岡村を含む）
    - 磐田市立福田中学校

  - 袋井市（旧浅羽町を含む）
  - 森町
  - 掛川市
    - 天竜浜名湖鉄道原谷駅
    - 事任八幡宮

  - 浜松市（旧浜松市、旧天竜市）
  - 静岡市
- 愛知県
  - 知多郡美浜町
- 山梨県
  - 甲斐市
  - 甲府市

## その他
- シンクロ演技の最後の五段櫓は最初は四段櫓二つの演出だったが練習で四段を成功させたため五段櫓に挑戦した。また放送では一度失敗していて成功させたが、実際の撮影は何度も失敗している。シンクロ指導の不破がラストコールをした9回目で成功した。